# Botby gårds metrostation
Botby gård (finska: Puotila) är en station inom Helsingfors metro i delområdet Botby gård i stadsdelen Botby.
Stationen öppnades den 31 augusti 1998. Arkitektbyrån Kaupunkisuunnittelu Oy Jarmo Maunula projekterade stationen. I området bredvid biljetthallen finns en vägvisare utformad av Jarmo Maunula.
Stationen ligger 1,042 kilometer från Östra centrum och 1,955 kilometer från Rastböle.

## Galleri

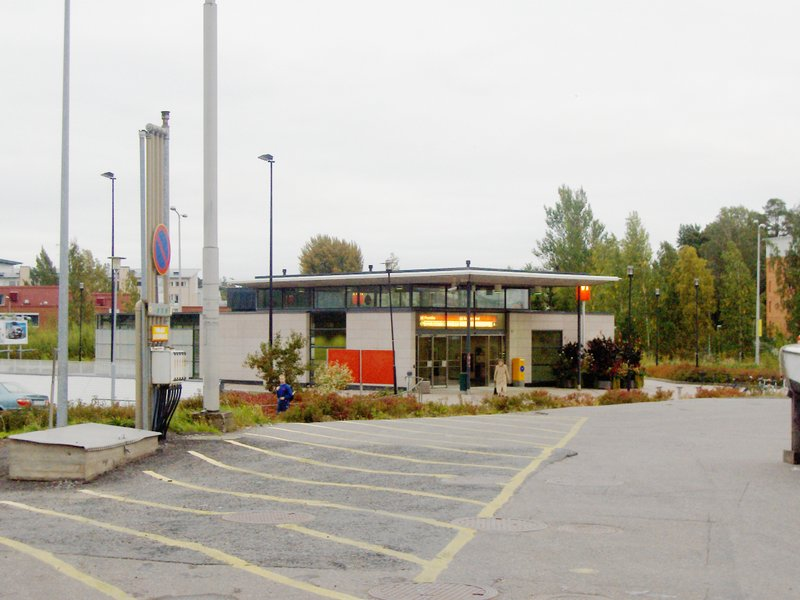
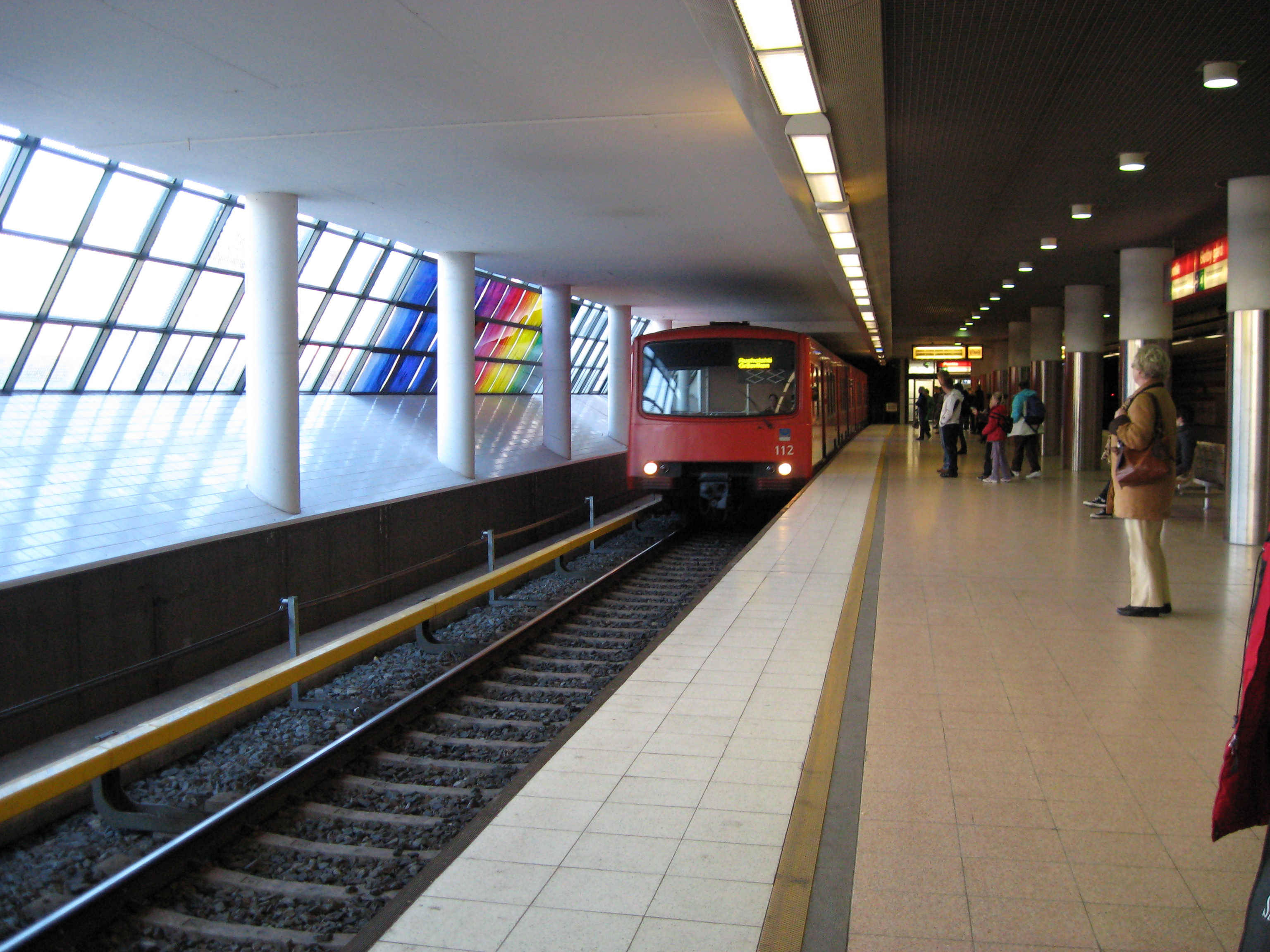